# Erik Murphy
Erik Murphy (Lione, 26 ottobre 1990) è un cestista statunitense naturalizzato finlandese, professionista nella NBA e in Europa.
È il figlio di Jay Murphy e il fratello di Alex Murphy.

## Carriera
Ha frequentato la St. Mark's School di Southborough (Massachusetts).
Ha ricevuto una borsa di studio per frequentare la University of Florida, nella quale ha giocato dal 2009 al 2013. È stato il 49º giocatore dell'università a segnare 1.000 punti nella sua carriera universitaria. È diventato titolare fisso nel suo secondo anno ed è stato inserito nella squadra ideale della Southeastern Conference nel 2012 e nel 2013.
Il 27 giugno 2013 è stato chiamato nel Draft NBA dai Chicago Bulls con la 49ª scelta assoluta.
Il 3 aprile 2014 i Bulls hanno annunciato ufficialmente di averlo tagliato. Successivamente ha firmato un contratto fino a fine stagione con gli Utah Jazz. Il 22 luglio 2014 viene scambiato, assieme a Malcolm Thomas e John Lucas, con i Cleveland Cavaliers in cambio di Carrick Felix.

## Palmarès
- Match des Champions: 1

Nanterre: 2017